# Berliet GBC 8KT

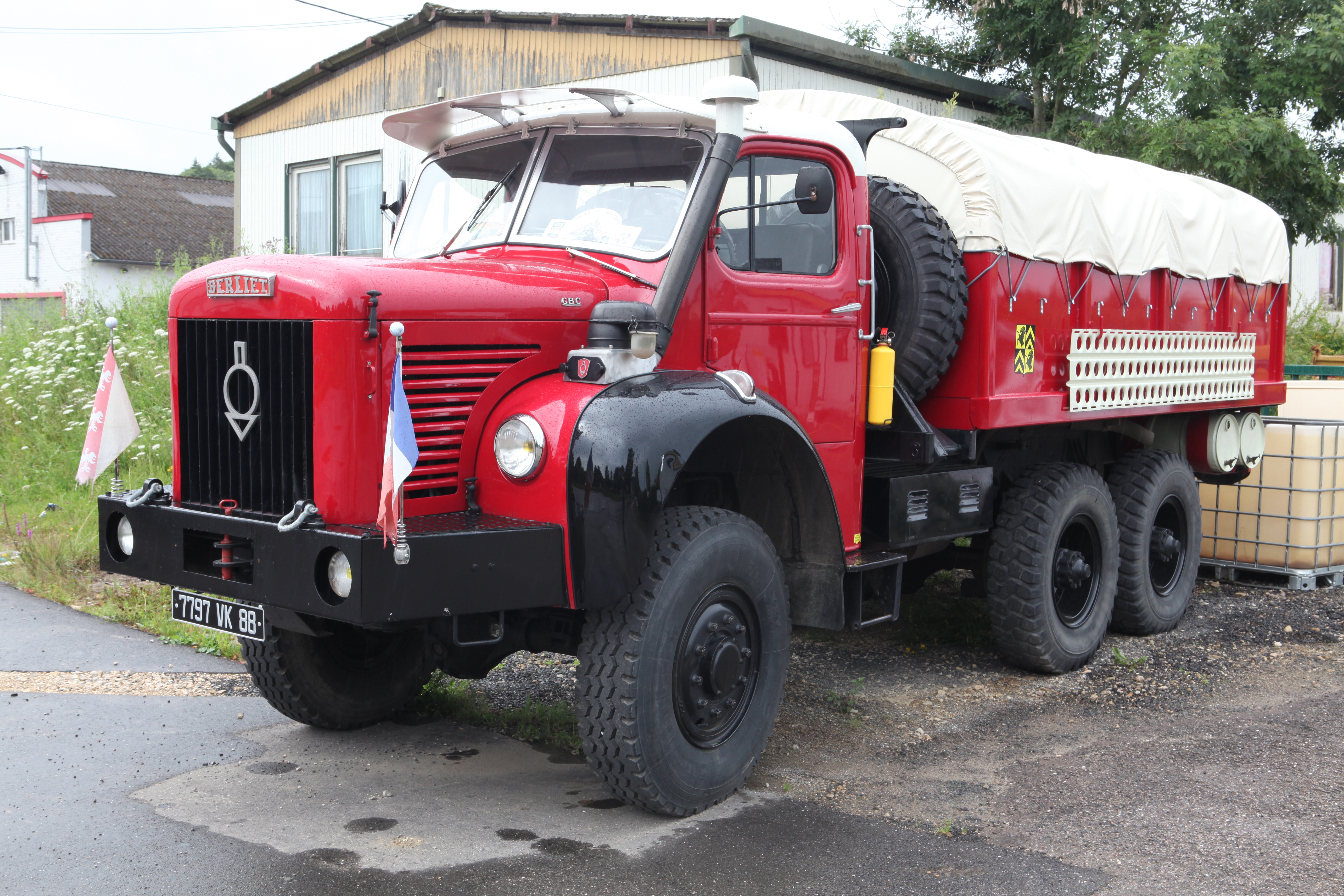
Berliet Gazelle

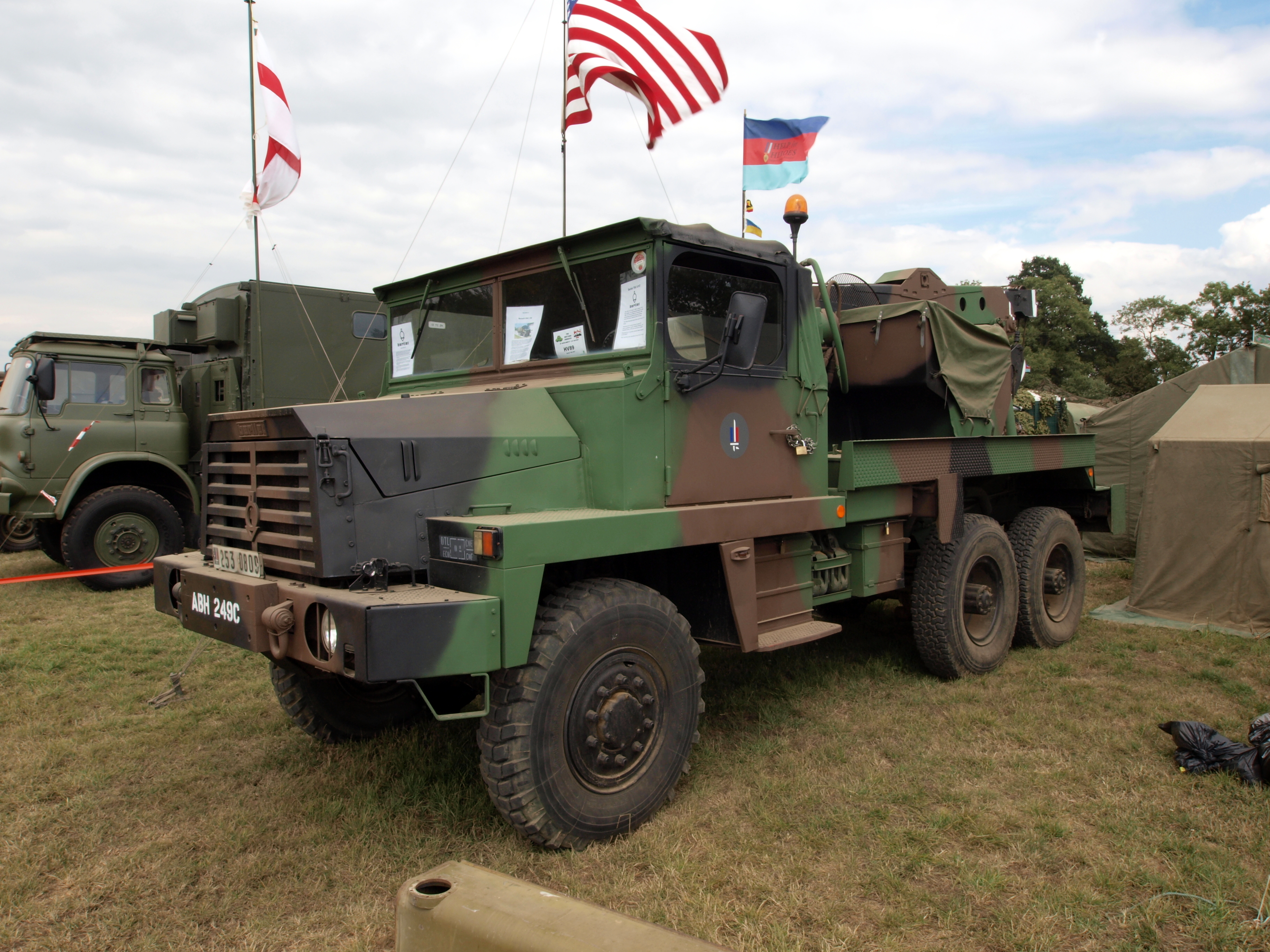
Bergingsvoertuig versie

De Berliet GBC 8KT was een zware vrachtwagen voor het Franse leger. Het is de militaire variant van de succesvolle Berliet Gazelle. Het werd in de jaren 50 en 60 geproduceerd door Berliet. Er zijn circa 18.000 exemplaren van gemaakt. In het begin van de 21e eeuw is het voertuig opgevolgd door de Renault GBC 180.

## Geschiedenis
Eind jaren vijftig had Berliet een speciale 6x6 vrachtwagen ontwikkeld voor gebruik in Noord-Afrika. Dit zeswielaangedreven voertuig nam deel aan twee wetenschappelijke expedities in de woestijn. In 1959 vertrok een expeditie naar Ténéré en in 1960 naar Tsjaad vanuit Noord-Algerije. De Berliet GBC8, met de bijnaam Gazelle, bewees daar zijn waarde. Met een laadvermogen van 7 ton en een 150 pk vijfcilinder motor werd de reis van meer dan 8.000 kilometer zonder grote technische problemen afgelegd. Dit trok ook de aandacht van het Franse leger en het civiele model werd voor militaire toepassingen aangepast.

## Beschrijving
De militaire Berliet had een standaard opbouw. Voor in de motor, gevolgd door de bestuurderscabine en een laadruimte. De bestuurderscabine werd afgedekt met een canvas kap. De voorruit was neerklapbaar waardoor een lager profiel werd verkregen. Twee vijfcilinder motoren werden toegepast, een multifuel versie met een vermogen van 125 pk en een dieselmotor van 150 pk. De versnellingsbak telde zes versnellingen vooruit en een achteruit. Een reductiebak was aanwezig waardoor rijden in hoge en lage gearing mogelijk was (2x6F1R). De brandstoftanks hadden een capaciteit van 200 liter waarmee het bereik op ongeveer 800 kilometer lag. Het laadvermogen werd vastgesteld op 4 ton. De laadvloer had een afmeting van 4,36 meter lang en 2,35 meter breed. Zonder verdere voorbereiding kon het door 1,2 meter diep water rijden.
Naast Frankrijk wordt het voertuig ook gebruikt in onder andere Algerije, Oostenrijk, Volksrepubliek China, Marokko en Portugal.

## Versies
De standaardversie kon worden uitgerust met een lier van 5 of 7 ton. Er was een lange versie met een lengte van 8,3 meter en een leeggewicht van 9,4 ton. De kiepwagenversie was iets korter, 7,18 meter, en kon 4 ton aarde meenemen. Het leeggewicht lag iets boven de 12 ton. Een tankwagenvariant kon 5.000 liter brandstof meevoeren en beschikte ook over apparatuur om andere voertuigen in het veld bij te tanken. Ten slotte waren er trekkers, brandweerwagens en vrachtwagens uitgerust met mobiele compressoren voor de genie.
Twee versies zijn gemaakt voor het bergen van voertuigen, een lichte en een middelzware variant. Deze laatste was voorzien van een telescoopkraan met een maximaal hefvermogen van 6 ton. Aan de achterzijde was een extra lier gemonteerd met een trekkracht van 5 ton en deze kon naar 7 ton worden verhoogd als een grondanker werd gebruikt. De kraan kon 270 graden draaien en aan beide zijden van het voertuig was een stempel gemonteerd om te voorkomen dat het voertuig zou omslaan bij het tillen van lasten over de zijden. Het voertuig had een leeggewicht van bijna 13,6 ton.